# Synagoga Chóralna w Kiszyniowie
Synagoga Chóralna w Kiszyniowie – synagoga znajdująca się w Kiszyniowie, stolicy Mołdawii, przy ulicy Vlaicu Pîrcalab, dawniej zwanej Sinadinowską. W latach 1913–1941 była główną synagogą kiszyniowskiej gminy żydowskiej.
Synagoga została zbudowana w 1913 roku ze środków gminy żydowskiej jako jeden z siedemdziesięciu siedmiu domów modlitwy kiszyniowskich Żydów. Stanęła naprzeciw Talmud-Tory - architekt nadał jej kształt mauretański. Początkowo modlili się w niej uczniowie, jednak wkrótce synagoga stała się głównym domem modlitwy całego Kiszyniowa. 
Uroczystego otwarcia synagogi dokonano 8 września 1913 roku z udziałem chóru pod przewodnictwem kantora Czoklera. Po wyniesieniu zwojów Tory, kantor Kilimnik odmówił modlitwę za zdrowie cara i dom panującego. Po uroczystych mowach Kilimnik wykonał wraz z chórem 113 psalm, po czym zakończono uroczystość.
Podczas II wojny światowej synagoga nie ucierpiała. Od 1941 roku służyła jako Państwowy Rosyjski Teatr Dramatyczny im. A. Czechowa, który mieści się w niej do dzisiaj. W 1966 roku dokonano przebudowy synagogi według projektu architekta R. Bekesowicza, jej wewnętrzny wystrój został całkowicie zmieniony.